# Приключенията на Дон Койот и Санчо Панда
„Приключенията на Дон Койот и Санчо Панда“ (на английски: The Adventures of Don Coyote and Sancho Panda) е анимационен сериал, продуциран от „Хана-Барбера“ и италианския телевизионен оператор „Рай“. Сериалът е базиран на героите Дон Кихот и Санчо Панса от романа, написан от Мигел де Сервантес през XVII век.
Сериалът се излъчва за първи път в Европа през 1989 г. и в Съединените щати през 1990 г. от блока The Funtastic World of Hanna-Barbera.

## Актьорски състав и герои
- Франк Уелкър – Дон Койот
- Дон Месик – Санчо Панда / Дапъл, магарето на Санчо
- Брад Гарет – Росинант, конят на Дон Койот

## В България
В България сериалът се излъчва по Канал 1 на Българската национална телевизия около 2006 – 2007 г. с български дублаж. В него участва Симеон Владов.